# Ириней (патриарх Сербский)
Патриа́рх Ирине́й (серб. Патријарх Иринеј, в миру Ми́рослав Гаври́лович, серб. Мирослав Гавриловић; 28 августа 1930 — 20 ноября 2020) — епископ Сербской православной церкви; с 22 января 2010 года по 20 ноября 2020 года — архиепископ Печский, митрополит Белградо-Карловацкий и патриарх Сербский, предстоятель Сербской православной церкви.

## Биография
Родился 28 августа 1930 года в селе Видова, в крещении получил имя Мирослав.

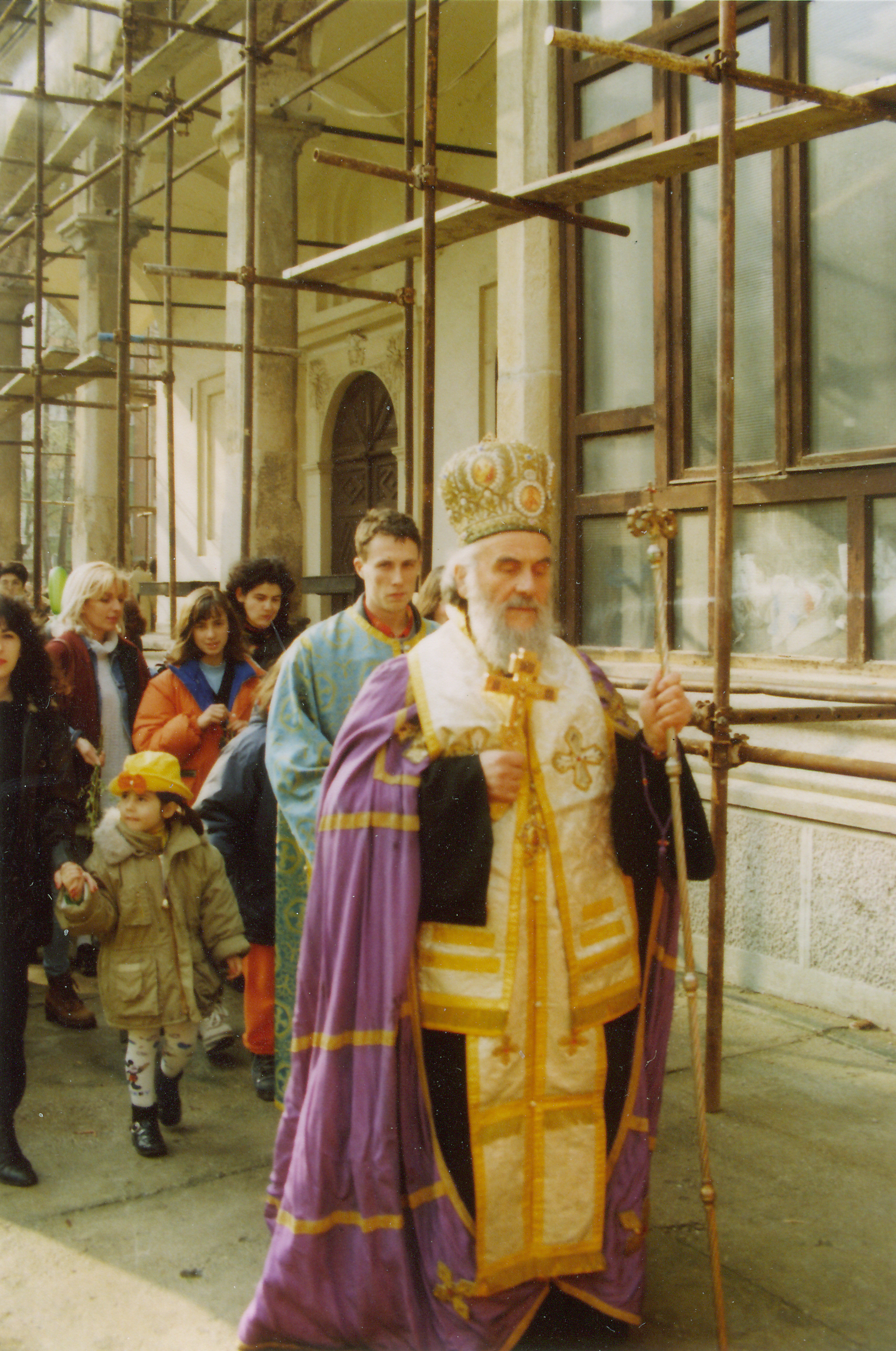
Епископ Нишский Ириней, 2006 год

Начальную школу окончил в родном селе, затем окончил гимназию в Чачаке. В 1951 году окончил духовную семинарию в Призрене. Затем окончил богословский факультет Белградского университета. По окончании университета служил в армии.
В октябре 1959 года принял монашеский постриг от патриарха Сербского Германа в монастыре Раковица с наречением имени Ириней. 24 октября там же был рукоположён во иеродиакона, 27 октября в церкви Ружица тем же архиереем был рукоположён во иеромонаха.
С 1959 по 1968 год — преподаватель Призренской духовной семинарии. После этого окончил аспирантуру при богословском факультете Афинского университета
С 1969 года — заведующий монашеской школой Острожского монастыря.
В 1971—1974 годах — профессор и ректор Призренской семинарии.
В мае 1974 года избран викарным епископом патриарха Сербского с титулом Моравичский, а 14 июля была совершена его епископская хиротония.
На заседании Священного Архиерейского собора 21—28 мая 1975 года избран епископом Нишским. Настолован на трон Нишской епархии в Соборной церкви 15 июня.

### Патриаршество
22 января 2010 года в Белграде, в первый день работы Архиерейского собора Сербской православной церкви был избран патриархом. Первая интронизация состоялась 23 января 2010 года в соборе Святых Архангелов в Белграде.
Церемония официальной интронизации планировалась на 25 апреля 2010 года на Печской Патриаршей кафедре в Косове, что было сопряжено с политическими трудностями. В начале марта было сообщено, что интронизация откладывается до осени. Повторная интронизация состоялась 3 октября 2010 года в храме Святых Апостолов в Печской Патриархии по литургии при повышенных мерах безопасности, которую обеспечивали итальянские военнослужащие из контингента КФОР; присутствовали президент Сербии Борис Тадич, принц Александр Карагеоргиевич, более 400 других официальных лиц, а также более 6000 верующих. После интронизации патриарх Ириней обратился к верующим с архипастырским словом, в котором отметил:

Мы молимся ко Господу, ко святым Печским угодникам Божиим и святым косовским мученикам, всем святым из рода нашего и всем святым угодникам Божиим, чтобы на этой земле воцарились мир, согласие и любовь между народом, и чтобы как можно скорее исцелены были все раны, нанесённые ненавистью и злобой.

В его патриаршество была закончена отделка соборного храма Святого Саввы на Врачаре (Белград), строительство которого продолжалось с 1935 года.
Президент Сербии Александр Вучич, говоря на церемонии его погребения 22 ноября 2020 года, среди заслуг покойного отметил его неустанную заботу о Косове и Метохии, — чтобы независимое Косово никогда не было признано Сербией, установление им партнёрских отношений с государством, налаживание диалога с Ватиканом, в ходе которого он, согласно Вучичу, «убедил папу Франциска», что хорватский кардинал Алоизие Степинац не святой.

### Болезнь, смерть и похороны

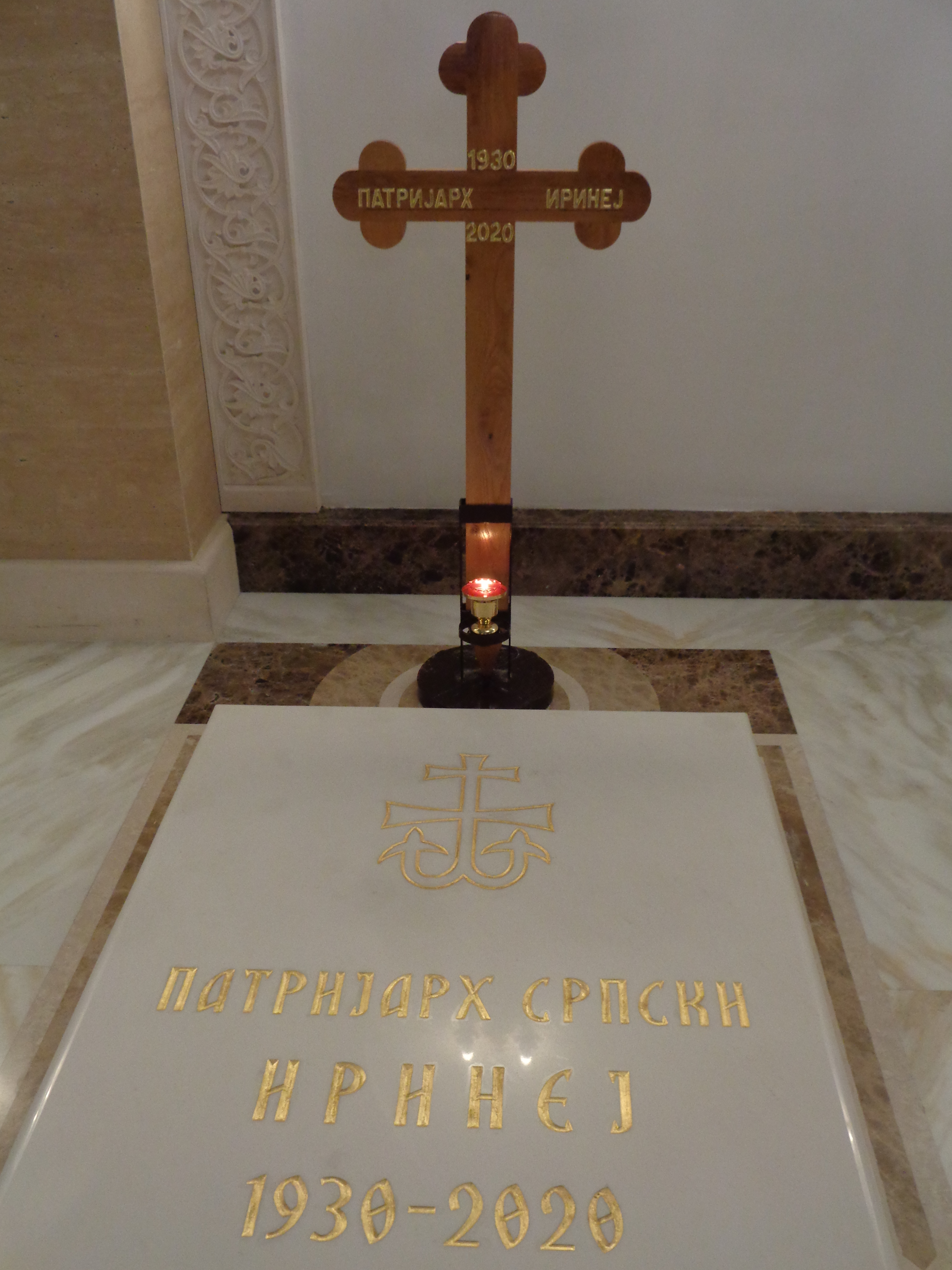
Могила патриарха Иринея в крипте храма Святого Саввы Сербского

1 ноября в Подгорице участвовал в церемонии погребения митрополита Черногорского Амфилохия (Радовича), скончавшегося от осложнений, вызванных заражением коронавирусной инфекцией COVID-19. Во время церемонии были грубо нарушены предписанные эпидемиологические меры. Как предполагают, тогда мог заразиться коронавирусной инфекцией, которая была диагностирована у него 4 ноября. В тот же день был госпитализирован; в его лечении принимали участие врачи из России.
Согласно официальному сообщению пресс-службы Сербской патриархии, скончался утром 20 ноября 2020 года (первым из официальных лиц о его смерти ранее в тот же день сообщил в своём Инстаграме президент Сербии Александр Вучич).
22 ноября отпевание возглавил председатель Архиерейского синода СПЦ митрополит Дабро-Боснийский Хризостом (Евич) в сослужении иерархов Московского патриархата и сербских архиереев и в присутствии высших официальных лиц Сербии и Республики Сербской. Похоронен в крипте собора Святого Саввы на Врачаре в Белграде.

## Награды
Государственные

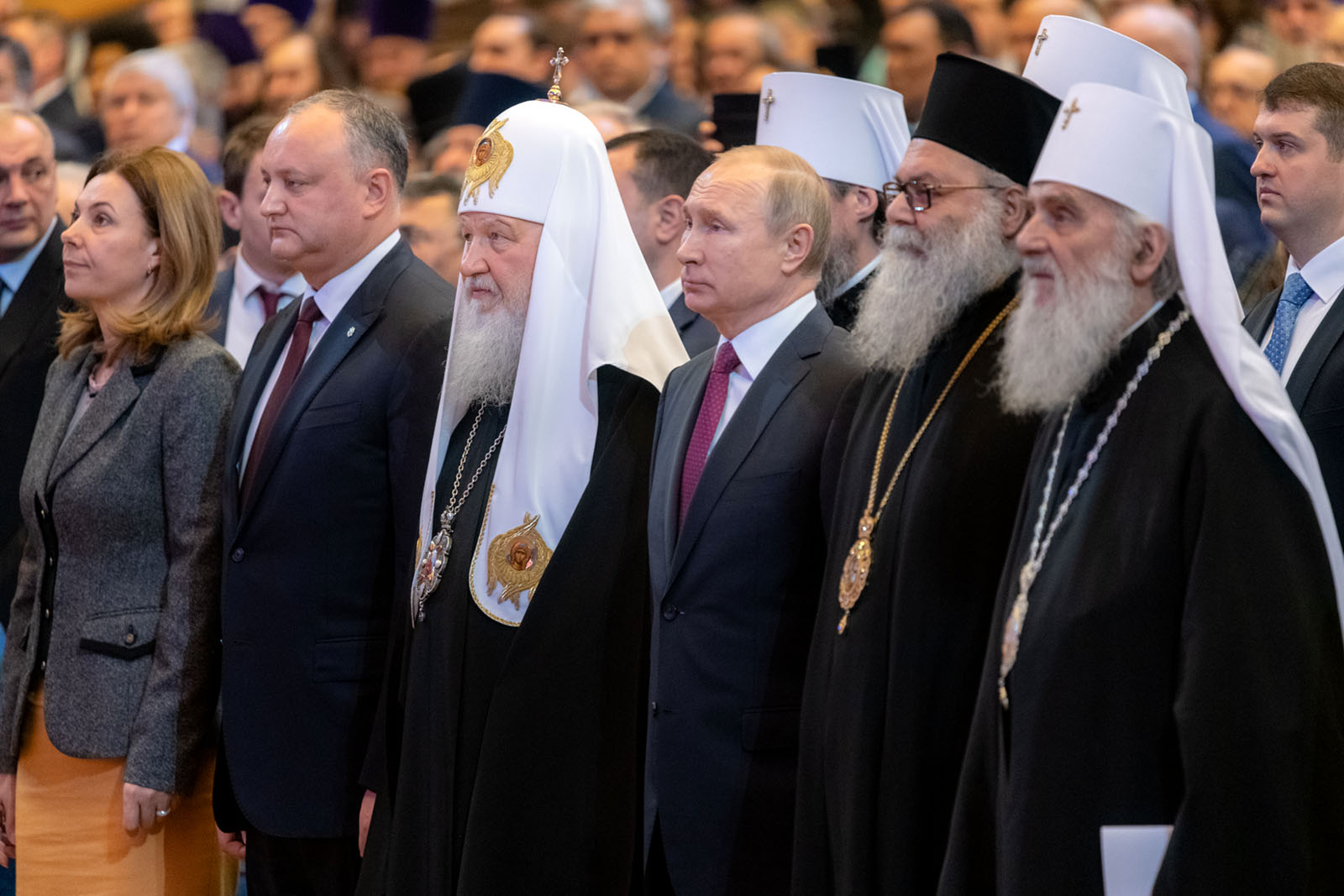
Патриарх Ириней (первый справа) на торжествах по случаю 10-летия интронизации патриарха Московского Кирилла, февраль 2019 года

- Орден Республики Сербской на ленте (Республика Сербская, 2011)[19]
- Орден князя Ярослава Мудрого I степени (Украина, 27 июля 2013) — за выдающуюся церковную деятельность, направленную на подъём авторитета православия в мире, и по случаю празднования на Украине 1025-летия крещения Киевской Руси[20]

Конфессиональные
- Орден Святого равноапостольного великого князя Владимира I степени (РПЦ, 2013)[21]
- Орден Святителя Иоанна Шанхайского и Сан-Францисского чудотворца I степени (Сан-Францисская и Западно-Американская епархия, Русская православная церковь заграницей, 2015)[22]
- Орден Святителя Николая (Шабацкая епархия, Сербская православная церковь, 2016)[23]

Иные
- Орден Звезды Карагеоргия I степени (Сербский королевский дом, 2013)[24]
- Медаль Теслы (Сербское королевское общество академиков, инноваторов и ученых, 2013)[25]
- Цепь ордена Орла Грузии и Священного хитона Господа нашего Иисуса Христа (Грузинский царский дом, 15 декабря 2011)[26]
- Грамота католического фонда «Про Ориенте» (Австрия, 2010).[27]
- Почётный доктор Свято-Владимирской духовной семинарии в Нью-Йорке (США, 2015)[28]
- Премия Международного общественного фонда единства православных народов (2018)[29]
- Почётный гражданин г. Земун